# Год
Год или годишњи прстен је целокупна маса секундарног дрвета створена у току једне вегетационе периоде. Наиме, камбијум који је активан у току целог живота биљке, може имати периодичан рад у областима где постоји смена периода кише и суше, односно лета и зиме. У појединим периодима ће одвајање секундарног дрвета и коре бити интензивније. Код биљака које живе у тропској и суптропској области, где су климатски услови мање-више уједначени, годови се не могу разграничити.

## Карактеристике
Колико ће год бити широк, зависи од врсте биљке, њене старости и услова у којима живи. Такође, код стабала која расту усправно, годови су концентрични, док су код оних која су коса и више хоризонтална, годови ексцентрични.

## Микроскопирање
Сами годови се могу уочити и без микроскопа, али уз помоћ њега, могу се видети светлији и тамнији део года. Светлији се састоји из широких трахеја танких зидова и он се ствара у пролеће, када се развијају изданци за које је потребно много воде и минералних супстанци. У касно лето, престаје стварање нових грана и листова, те и потреба за новим трахејама и тада се развија тамнији део, који садржи више дрвених влакана. Светлији део се означава као пролећно дрво који има проводну функцију, док се тамнији означава као јесење и има механичку и улогу у магационирању. Прелаз између ове две зоне у току једног вегетационог периода је постепен, али је зато прелаз између јесењег дрвета једног и пролећног дрвета другог периода сасвим јасан, па се годови лако разликују.

## Старост дрвета
Иако се бројањем годова утврђује старост неког дрвета, ова метода није сасвим поуздана. Наиме, дешава се да се у току једног вегетационог периода број годова удвоји (када рецимо долази до губитка лишћа у пролеће услед мраза, па се касније оформи ново лишће и тиме и нови год) или да њихово стварање потпуно изостане (уколико је из неког разлога ослабљена исхрана биљке).